# Colaspidema barbarum
Colaspidema barbarum é uma espécie de chrysomelídeo da tribo Chrysomelini (Chrysomelinae), com distribuição no sul da França ao norte da África.